# Danielle Nicolet
Danielle Nicolet (nacida como Danielle Diggs, 24 de noviembre de 1973) es una actriz estadounidense. Apareció en la serie de televisión 3rd Rock from the Sun (1996-2001), Second Time Around (2004-2005), Heartland (2007), The Starter Wife (2008), Born Again Virgin (2015-2016) y The Flash ( 2014-2023).

## Biografía

### Primeros años
Ella Comenzó a actuar a principios de la década de 1990, apareciendo en un papel recurrente en la comedia de ABC Family Matters. En 1996, consiguió el papel de Caryn en la comedia de situación de NBC 3rd Rock from the Sun, que duró hasta 2001. En 2005, protagonizó la breve comedia de situación de UPN Second Time Around. Entertainment Weekly la nombró como la "estrella emergente" de la cadena en una reseña.
Después de que la serie fuera cancelada, coprotagonizó el drama médico de TNT, Heartland. Al año siguiente, tuvo un papel regular en la comedia dramática de USA Network, The Starter Wife, protagonizada por Debra Messing, la serie también fue cancelada después de una temporada. También ha aparecido cómo estrella invitada en episodios de Stargate SG-1, Ángel, The Bernie Mac Show, All of Us, CSI: Crime Scene Investigation y Warehouse 13.
Apareció en varias películas, incluido un pequeño papel como la hija adolescente del personaje de Samuel L. Jackson en Loaded Weapon 1 (1993). Más tarde tuvo papeles en Melting Pot (1998), junto a Paul Rodríguez y A Wonderful Night in Split (2004). En 2009, actuó junto a Cuba Gooding Jr. en el thriller Ticking Clock (2009). En 2011, coprotagonizó la película original de Syfy, Red Faction: Origins, basada en el videojuego. También prestó su voz a Shaundi en Saints Row: The Third y continuó expresándola en Saints Row IV y Saints Row: Gat out of Hell. En 2013, protagonizó la breve serie de comedia de ABC, Family Tools. Más tarde tuvo el papel recurrente en la serie de comedia BET, The Game, y fue estrella invitada en Elementary.
En 2015, actuó como actriz invitada en la primera temporada la serie The Flash como Cecile Horton antes de ser elegida como protagonista en la primera serie de comedia-dramática original Born Again Virgin. También interpretó a la protagonista femenina, junto a Kevin Hart y Dwayne Johnson, en la película de comedia de acción Un espía y medio, dirigida por Rawson Marshall Thurber. Después de que Born Again Virgin terminó, regresó a The Flash en un papel recurrente para la tercera y cuarta temporada del programa antes de ser promovido a una serie regular para la quinta temporada.

## Filmografía

### Películas
| Año  | Título                                      | Rol              | Notas     |
| ---- | ------------------------------------------- | ---------------- | --------- |
| 1992 | The Jacksons: An American Dream             | Verla            | Telefilme |
| 1993 | Loaded Weapon 1                             | Debbie Luger     |           |
| 1996 | The Prince                                  |                  |           |
| 1996 | Fall Into Darkness                          | Tracey           | Telefilme |
| 1996 | Where Truth Lies                            | Lisa             |           |
| 1998 | Shadow of Doubt                             | Cheryl           |           |
| 1998 | Melting Pot                                 | Deuandranice     |           |
| 1999 | Ghost Soldier                               |                  |           |
| 2000 | Child 2 Man                                 | Freebe           |           |
| 2002 | A Light in the Forest                       | Britta Rinegelt  |           |
| 2004 | A Wonderful Night in Split                  | Jeanie           |           |
| 2006 | The Strange Case of Dr. Jekyll and Mr. Hyde | Whitney Weddings |           |
| 2006 | The Bliss                                   | Daisy Free       |           |
| 2009 | Knuckle Draggers                            | Renee            |           |
| 2009 | Ticking Clock                               | Gina Hicks       |           |
| 2011 | Red Faction: Origins                        | Tess             | Telefilme |
| 2013 | Wrestling with Parenthood                   | Regina Tybor     |           |
| 2014 | All Stars                                   | All Stars        |           |
| 2016 | Un espía y medio                            | Maggie           |           |
| 2016 | Believe                                     | Sharon Joseph    |           |
| 2017 | Deidra & Laney Rob a Train                  | Marigold         |           |
| 2018 | Acrimony                                    | Sara             |           |
| 2020 | Faith Based                                 | Tiffany          |           |

### Series
| Año         | Título             | Rol             | Notas                   |
| ----------- | ------------------ | --------------- | ----------------------- |
| 1991-92     | Family Matters     | Vonda Mahoney   | 3 episodios             |
| 1995        | Step by Step       |                 |                         |
| 2002        | Stargate SG-1      | Reese           |                         |
| 2004        | Angel              | Tamika          |                         |
| 2013-17     | Naruto: Shippuden' | Karui, Yugao    |                         |
| 2013        | Elementary         | Jennifer Sayles |                         |
| 2014 — 2023 | The Flash          | Cecile Horton   | 67 episodios            |
| 2017        | Supergirl          | Cecile Horton   | Temporada 3, episodio 8 |